# Breviceps montanus
Breviceps montanus é uma espécie de anfíbio da família Microhylidae.
É endémica da África do Sul.
Os seus habitats naturais são: matagais mediterrânicos e plantações .
Está ameaçada por perda de habitat.